# Ро-фактор

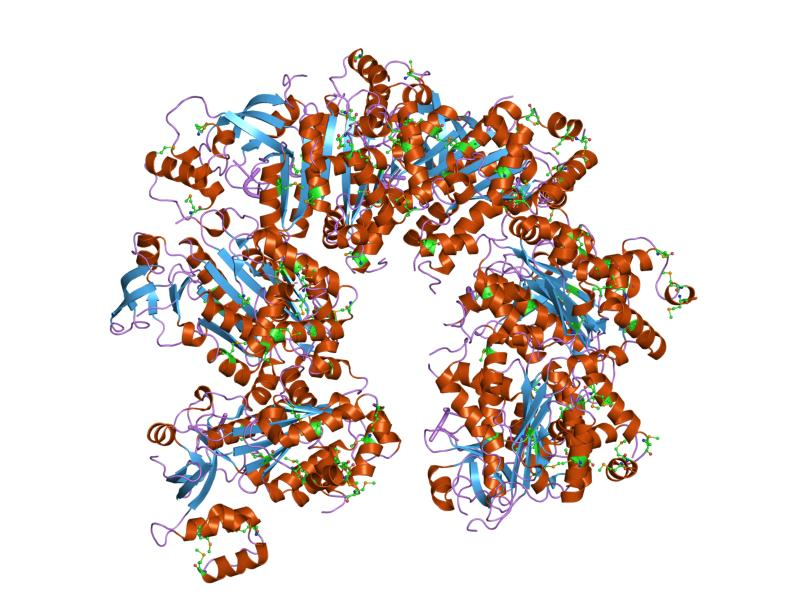
Ро-фактор

Ро-фактор, или ρ-фактор (англ. Rho factor), — прокариотический белок, участвующий в терминации транскрипции. Ро-фактор связывается с сайтом паузы терминации транскрипции, открытой области одноцепочечной РНК (на протяжении 72 нуклеотидов) после открытой рамки считывания в GC-rich последовательностях, нуждающихся во вторичной структуре.
Ро-фактор является существенным транскрипционным белком у прокариот. У кишечной палочки, это ~ 274,6 kD гексамерных идентичных субъединиц. Каждая субъединица имеет РНК-связывающий и АТФ — гидролизный домены. Ро-фактор является членом семейства АТФ-зависимых гексамерных геликаз, которые функционируют путём обертывания нуклеиновых кислот вокруг одной щели, проходя по всему гексамеру. Ро-фактор действует в качестве вспомогательного фактора РНК-полимеразы.
Существуют два типа терминации транскрипции у прокариот: ро-зависимая терминация и внутренняя терминация (называемая также ро-независимая терминация). На ро-зависимые терминаторы приходится около половины терминаций Escherichia coli, зависящих от фактора терминации. Другие факторы терминации, обнаруженные у кишечной палочки включают Tau и nusA. Ро-зависимые терминаторы были впервые обнаружены в геномах бактериофагов.
Ро-фактор действует на РНК-субстрате. Ключевая функция ро-фактора заключается в его геликазной активности, энергия для которой обеспечивается с помощью РНК-зависимого АТФ-гидролиза. Первичным сайтом связывания ро-фактора является расширенный одноцепочечный регион (~ 70 нуклеотидов, иногда 80—100 нуклеотидов), богатый цитозином и бедными в гуанином, называемый ро-утилизационным сайтом (rut), синтезируемым в РНК, выше фактической последовательности терминатора. Были выявлены несколько связывающих последовательностей ро-фактора. Консенсус не найден среди них, но различные последовательности, каждая по своему, так же как и небольшие мутации в последовательностях нарушает его функцию. Ро-фактор связывается с РНК, а затем использует активность его АТФазы, чтобы получить энергию для перемещения вдоль РНК, пока не достигнет спирального участка РНК-ДНК, где он ослабляет структуру гибридного дуплекса. РНК-полимераза приостанавливает терминацию последовательности, потому что есть специфичный сайт около 100 nt от сайта связывания ро-фактора, называемый ро-чувствительным сайтом паузы. Таким образом, даже при том, что РНК-полимераза приблизительно на 40 нуклеотидов в секунду быстрее, чем ро-фактор, это не создает проблем для механизма ро-терминации, так как РНК-полимераза позволяет ро-фактору сократить отставание.
Короче говоря, ро-фактор действует как АТФ-зависимый ослабляющий фермент, движущийся вдоль вновь образованной молекулы РНК относительно её направленности и выделяющий её из ДНК-матрицы.
Нонсенс-мутация в одном гене оперона предотвращает трансляцию последующих генов в блоке. Этот эффект называется мутационной полярностью. Распространенной причиной является отсутствие мРНК, соответствующей последующим (дистальным) частям блока. Предполагается наличие ро-зависимых терминаторов в пределах транскрипционной единицы, то есть, до терминатора, которые в данном случае и используются. Обычно эти более ранние терминаторы не используются, поскольку рибосомы предотвращают вытягивание ро-факторов из РНК-полимеразы. Но нонсенс-мутация освобождает рибосому, так что ро-фактор свободно прикрепляются и/или перемещается вдоль РНК, что позволяет ему действовать на РНК-полимеразу в качестве терминатора. В результате, фермент освобождается и дистальные участки блока транскрипции никогда не расшифровываются.